# Răzvad, Dâmbovița
Răzvad este satul de reședință al comunei cu același nume din județul Dâmbovița, Muntenia, România. Localitatea a luat naștere în forma actuală în 1968, când satele Răzvadu de Jos și Răzvadu de Sus au fost unite.